# Bacillus subtilis
Bacillus subtilis è un batterio Gram-positivo della famiglia dei Bacillaceae.

## Etimologia
B. subtilis viene anche chiamato "bacillo del fieno o bacillo dell'erba" in inglese, "laseczka sienna" in polacco, "kusa no saikin" in giapponese.

## Storia
Nel 1835, uno dei fondatori della microbiologia, Christian Gottfried Ehrenberg, descrisse un batterio che chiamò Vibrio subtilis, probabilmente per sottolinearne la motilità ("vibrazione") delle sue cellule sottili. Successivamente, nel 1872, il microbiologo e botanico Ferdinand Julius Cohn rinominò il batterio Bacillus subtilis, così come lo conosciamo oggi. Cohn scoprì anche che B. subtilis forma spore resistenti al calore come parte del suo ciclo vitale.
La sequenza del genoma di B. subtilis 168 è stata pubblicata nel 1997 da un consorzio formato principalmente da laboratori europei e giapponesi, tuttavia, a causa delle tecnologie disponibili ancora poco sviluppate, il sequenziamento venne rifatto dieci anni dopo utilizzando metodi di Next Generation Sequencing (NGS).
Per molti anni, il database SubtiList è stato utilizzato dalla maggior parte dei ricercatori come database di riferimento per la sequenza di B. subtilis 168. È stato mantenuto presso l'Institut Pasteur fino al 2009, quando il suo supporto è stato interrotto. In parallelo, un mirror con modifiche significative è stato creato presso l'HKU‐Pasteur Research Centre Ltd, dove è stato supportato da un finanziamento della Innovation and Technology Commission del governo di Hong Kong fino al 2010.
La mancanza di supporto da parte dell'Institut Pasteur ha portato alla sua obsolescenza, e l'Istituto di Genomica di Pechino a Shenzhen ha preso il testimone fino al 2016 tramite il supporto microbico del Microme Genochore. Entro la fine del 2016, furono sequenziati completamente più di 45 genomi e circa un centinaio di genomi in bozza di alta qualità furono depositati nel database NCBI RefSeq.

## Descrizione
B. subtilis è un batterio Gram-positivo, aerobio facoltativo, a crescita rapida, con cellule a forma di bastoncino tipicamente lunghe 2–6 µm e con un diametro inferiore a 1 µm. Come tutti i Firmicutes, è circondato da una spessa parete cellulare composta da peptidoglicano e acidi teicoici che agisce come un esoscheletro e quindi mantiene la forma della cellula. Nel 2016, è stata identificata la proteina SEDS RodA come glicosiltransferasi responsabile della sintesi del peptidoglicano.

## Biologia
Le cellule vegetative possono essere motili, oppure possono formare biofilm e corpi fruttiferi contenenti spore. B. subtilis presenta un sistema di espressione relativamente efficiente, poiché possiede almeno tre vie di secrezione proteica e un'abbondanza di chaperoni molecolari, che garantiscono la sua capacità di espressione e compatibilità. Per monitorare i continui cambiamenti delle nicchie ecologiche e le condizioni ambientali, utilizza specifici fattori sigma e cascate di fosforilazione proteica.
B. subtilis possiede un recettore per la luce blu, BlrA (precedentemente YtvA), correlato alle fototropine delle piante, associato a un complesso trascrizionale che monitora la presenza di luce nell'ambiente. Oltre a essere sensibile alla luce, questo recettore rileva anche la presenza di ossigeno, presenta un dominio LOV (light, oxygen and voltage), un dominio STAS (sulphate transporters and antisigma‐factor antagonists), e lega la flavina come cromoforo. Il suo ciclo di attivazione tramite luce e recupero è inoltre modulato dall'ambiente attraverso fattori come l'idratazione.
In B. subtilis, MreB (omologo dell'actina) e i suoi due paraloghi, Mbl e MreBH, sembrano modulare la sintesi del peptidoglicano per limitare la circonferenza, contribuendo così a mantenere la morfologia a bastoncino della cellula. Mentre l'elongasoma è regolato da MreB, la sintesi della parete cellulare nel sito di divisione cellulare è controllata dall'omologo della tubulina batterica FtsZ.
FtsZ recluta un insieme di proteine collettivamente chiamato divisoma. Studi hanno rivelato che il divisoma si assembla almeno in due fasi: prima si forma un "anello interno" sul lato citoplasmatico e, in un secondo passaggio, vengono reclutate le proteine integrali di membrana coinvolte nella sintesi del peptidoglicano e i loro regolatori.
La regolazione spaziale di FtsZ è governata da una proteina di occlusione del nucleoide simile a ParB, chiamata Noc, che si lega a specifiche sequenze di DNA sul cromosoma e alla membrana plasmatica. Questo ancoraggio alla membrana probabilmente ostacola stericamente la formazione dell'anello FtsZ attraverso il nucleoide.
Diversi proteine che si pensava fossero invenzioni eucariotiche sono in realtà presenti in B. subtilis, tra queste ci sono le flotilline FloA e FloT, che sono altamente simili alle loro controparti eucariotiche. Le flotilline regolano la fluidità della membrana e la formazione di domini di membrana. La mancanza di queste porta a fenotipi pleiotropici nella sintesi della parete cellulare, nella formazione del biofilm e nella segnalazione. È stato dimostrato che la sorveglianza e la riparazione della membrana includono la proteina simile alla dinamina DynA.

### Prodotti
B. subtilis può produrre laccasi con rame o manganese, utilizzate per la degradazione della lignina. Possiede un operone correlato al rivestimento delle spore e un'attività di decarbossilazione per l'acido ferulico, l'acido p-cumarico e l'acido caffeico.
Il microrganismo è in grado di produrre diversi enzimi litici come cellulasi, β-gluconasi, lipasi e proteasi. I vari composti bioattivi prodotti da B. subtilis sono: batteriocina, proteina E2, iturina A, surfattina, gageotetrine A-C, lipopeptidi, enzimi miolitici (es.chitinasi, glucanasi). Questi composti mostrano efficacemente attività moschicide, nematocide e antimicrobiche.

### Colture e crescita batterica
La temperatura ottimale per la crescita è di circa 30–35°C, con un tempo di duplicazione che può essere di soli 20 minuti. In alcune condizioni, le cellule tendono a formare lunghe catene collegate da materiale della parete settale non separato.
B. subtilis NCIB3610, PY79S, PS832, 3NA e PY79 mostrano tassi di crescita specifici più elevati rispetto ad altri ceppi nei terreni con sali di ammonio, suggerendo che siano competitivi in questi ambienti. PS832, 3NA e PY79 non hanno mostrato differenze significative nel tasso di crescita specifico nei terreni contenenti sali di ammonio. Tuttavia, B. subtilis NCIB3610 ha mostrato una differenza significativa rispetto agli altri ceppi, con il tasso di crescita più elevato tra tutti i ceppi (0,33/h nei terreni con solfato di ammonio e 0,35/h con nitrato di ammonio).
Nel terreno con estratto di carne, la maggior parte dei ceppi non ha mostrato differenze significative nei tassi di crescita specifici rispetto agli altri. È interessante notare che il tasso di crescita di DSM1092 è aumentato di oltre 5 volte (da 0,06/h a 0,38/h) dopo il cambiamento della fonte di azoto da inorganica a organica, suggerendo che si sia adattato a un ambiente contenente una fonte di azoto organica. Aggiungendo ulteriormente glucosio nel terreno, si osserva che il tasso di crescita di DSM1092 aumenta del 28,9% (da 0,38/h a 0,49/h).
Oltre ai tassi di crescita, i ceppi di B. subtilis mostrano diversi schemi di crescita quando coltivati in diversi terreni. Nei terreni contenenti fonti di azoto organico, la maggior parte dei ceppi mostra una propagazione immediata e inizia a declinare dopo aver raggiunto il picco, sebbene la tendenza discendente non sia la stessa per tutti i ceppi. Nei terreni con sali di ammonio, tutti i ceppi presentano evidenti fasi di latenza e una lunga fase stazionaria quando coltivati nel terreno con solfato di ammonio. Nel terreno con nitrato di ammonio i ceppi mostrano sia diverse fasi di latenza sia una tendenza alla diminuzione dopo aver raggiunto la biomassa massima.

### Sporulazione
In condizioni di carenza di nutrienti, le cellule possono subire un processo complesso di differenziazione, portando alla formazione di un'endospora, che viene rilasciata a seguito della lisi della cellula madre. Nel ceppo 168, l'elemento skin viene rimosso nella cellula madre durante il processo di sporulazione, generando il fattore sigma specifico per la sporulazione K.
B. subtilis utilizza una variante del sistema delle cellule miniaturizzate (Min) per garantire che la divisione avvenga solo una volta per ciclo cellulare. Le proteine di impalcatura polari DivIVA e MinJ reclutano il complesso MinCD per impedire il riassemblaggio del divisoma nei siti di divisione precedentemente utilizzati. DivIVA sfrutta la curvatura negativa della membrana nei setti in fase di costrizione per posizionarsi correttamente.
Durante la sporulazione, la cellula subisce una serie di trasformazioni morfologiche e genetiche per formare una spora resistente e dormiente. Il processo si suddivide nelle seguenti fasi:
- fase iniziale: la cellula rileva la carenza di nutrienti e attiva il fattore di trascrizione SpoOA, che regola l'espressione di geni coinvolti nella sporulazione;
- divisione asimmetrica: la cellula madre si divide in modo asimmetrico, formando una cellula più piccola (forespora) e una più grande (cellula madre);
- traslocazione del DNA: il DNA viene trasferito nella forespora attraverso la proteina SpoIIIE;
- comunicazione tra cellule: la forespora e la cellula madre comunicano attraverso segnali molecolari per coordinare la sporulazione;
- engulfment: la cellula madre avvolge completamente la forespora, formando una struttura protettiva;
- maturazione della spora: si sviluppano strati protettivi, tra cui il cortex cellulare e il rivestimento esterno della spora;
- lisi della cellula madre: la cellula madre si disintegra, rilasciando la spora matura nell'ambiente.

Questa spora può rimanere dormiente per lunghi periodi e germinare quando le condizioni ambientali diventano favorevoli.

### Genoma
B. subtilis presenta circa 4100 geni, di questi, solo 192 sono assolutamente essenziali, mentre altri 79 sono considerati come probabilmente essenziali. Lo stipite batterico QB928 di B. subtilis contiene 4.146.839 coppie di basi e 4.292 geni nel suo genoma. I geni essenziali sono generalmente concentrati in diversi domini metabolici: metà sono coinvolti nell'elaborazione delle informazioni, un quinto era correlato alla produzione dell'involucro cellulare, al controllo della forma e al controllo della divisione, e un decimo risulta coinvolto nell'utilizzo dell'energia a scopi metabolici.
L'analisi delle sequenze genomiche complete di 36 ceppi diversi di B. subtilis ha rivelato un "pan-genoma" (insieme totale di geni) di circa 6250 geni e un "core-genoma" (insieme di geni conservati) di circa 2500 geni. Tra le classi genetiche degne di nota vi sono circa 300 geni necessari per la formazione delle endospore, oltre a numerosi profagi o frammenti di fagi.
Il core-genoma comprende un paleoma che è essenzialmente condiviso con quello del genoma minimo di Firmicutes/Tenericutes, composto da meno di 500 geni, associato a un complemento che definisce la nicchia minima occupata da questa specie, il suo cenoma specifico – i suoi geni codificanti per funzioni contestuali specifiche. La maggior parte dei geni del paleoma ha una funzione ben caratterizzata.
Gli RNA Bsr sono stati identificati tra gli RNA non codificanti presenti nel genoma di B. subtilis nel 2009. Le analisi con microarray condotte tra ceppi di B. subtilis hanno dimostrato il loro notevole livello di variazione genetica. L'FsrA svolge un ruolo nella risposta al risparmio di ferro in tempi di limitata biodisponibilità, inibendo la produzione di proteine contenenti questo elemento.
Un numero significativo di geni è coinvolto direttamente nell'interazione con le piante, ad esempio con le radici o con le foglie, sia in modo positivo sia come scavenger di metaboliti come i ramnosidi derivati dalla decomposizione delle piante. Esempi significativi sono:
- YfmS, un trasduttore sensoriale della chemiotassi che riconosce un substrato ancora sconosciuto ed è coinvolto nella colonizzazione delle radici di A. thaliana,[46] e
- la proteina Spo0A, che controlla il destino delle cellule come vegetative, sporulate o formanti biofilm ed è fondamentale per la colonizzazione delle radici.[47]

Il ceppo 168, tuttavia, presenta mutazioni in diversi geni che comprometterebbero la sua capacità di occupare questo biotopo naturale: necessita infatti di triptofano per crescere poiché il gene trpC è stato inattivato da uno spostamento della cornice di lettura e, allo stesso modo, non può colonizzare adeguatamente le radici a causa dell'inattivazione del gene sfpA. Tuttavia, il ceppo OKB105, che è un suo derivato con il gene sfpA integro, è in grado di produrre peptidi non ribosomiali e polichetoni, che lo rendono in grado di interagire con le piante.

## Tassonomia
B. subtilis appartiene al phylum Firmicutes, nello specifico al genere Bacillus, caratterizzato dalla struttura della parete cellulare Gram-positiva e dalla formazione di endospore, due caratteristiche che permettono a queste specie di adattarsi bene a condizioni ambientali difficili come temperature estreme, carenza di nutrienti e disseccamento.
Condivide somiglianze genetiche e fenotipiche con i suoi parenti stretti, come B. amyloliquefaciens, B. licheniformis, B. pumilus e B. megaterium, sia per quanto riguarda i geni che le caratteristiche fisiche. B. amyloliquefaciens è uno dei parenti più stretti di B. subtilis in termini di somiglianze genetiche e capacità metaboliche, condividendo molte caratteristiche, come la produzione di antimicrobici.
Per distinguere B. subtilis dalle altre specie del genere, vengono utilizzati una vasta gamma di caratteristiche, di cui le più importanti ci sono:
- i tipi di legami crociati della mureina (peptidoglicano),
- la capacità di idrolizzare e utilizzare diverse fonti di carbonio,
- la morfologia della colonia, delle cellule e delle spore,
- la tolleranza alle variazioni di salinità, pH e temperatura.

La specie comprende:
- B. s. subtilis,
- B. amyloliquefaciens,
- B. atrophaeus,
- B. licheniformis,
- B. mojavensis,
- B. pumilus,
- B. s. spizizenii,
- B. vallismortis,
- B. sonorensis.

## Distribuzione e habitat
Questo batterio è ampiamente presente in diversi ambienti come il suolo, le piante e il tratto digestivo degli animali. Si tratta di un comune batterio rizosferico promotore della crescita delle piante e svolge un ruolo chiave nel conferire tolleranza agli stress biotici e abiotici alle piante attraverso la resistenza sistemica indotta (ISR), la formazione di biofilm e la produzione di lipopeptidi.

## Applicazioni
Sebbene abbia grandi vantaggi rispetto ad altri procarioti in termini di espressione e secrezione proteica, presenta ancora alcune limitazioni. Tra queste vi sono la bassa espressione nel ceppo selvatico, la scarsa attività del prodotto e la facile perdita genica, fattori che ne ostacolano l'applicazione su larga scala.

### Genetica
Viene utilizzato per l'analisi comparativa dell'evoluzione genetica con altri microrganismi. Inoltre l'analisi genetica del ciclo di differenziazione primitivo di questo microrganismo (sporulazione-germinazione) permette la valutazione di aspetti strutturali unici dei cromosomi e dell'organizzazione genica che può essere attribuita all'espressione genica durante lo sviluppo.
Insieme al E. coli viene utilizzato per lo studio della divisione cellulare, della segregazione genomica, della crescita cellulare e della morfogenesi, nonché della fisiologia e biochimica cellulare e di processi morfogenici alternativi, come la produzione di biofilm. Mostra una straordinaria tolleranza allo stress e resilienza, rendendolo un organismo modello prezioso per studiare come i microbi rispondono alle sfide ambientali;

### Biotecnologie
B. subtilis può essere ingegnerizzato per produrre enzimi, biocarburanti o altri composti preziosi senza utilizzare risorse non rinnovabili, riducendo la dipendenza da materiali non rinnovabili e da fonti di energia insostenibili. B. subtilis trova applicazione nel settore biotecnologico grazie alla sua straordinaria capacità di secrezione diretta di enzimi idrolitici essenziali nel mezzo di coltura. Inoltre, B. subtilis è anche un produttore di composti chimici fini, tra cui la riboflavina.

### Medicina e farmacologia
Diversi ceppi di B. subtilis sono stati sviluppati attraverso mutagenesi o ingegneria metabolica per metabolizzare diverse fonti di carbonio/azoto in vari metaboliti secondari, come enzimi e vitamine, oppure in composti biochimici, come oligosaccaridi e acidi organici. Viene utilizzato nella produzione di acido ialuronico.

### Agricoltura, allevamento e acquacoltura
Agisce come un potente agente denitrificante negli agroecosistemi migliorando il processo di sequestro del carbonio quando applicato in una concentrazione regolata. Sebbene ospiti diversi geni di resistenza agli antibiotici (ARG), può ridurre il trasferimento orizzontale di ARG durante il compostaggio del letame, modificando il corredo genetico della microbiota esistente.
L'inoculazione esterna di B. subtilis ha impatti sia positivi che negativi sulla comunità microbica endofitica e semi-sintetica. La consistenza del suolo, il tipo, il pH e la concentrazione batterica svolgono un ruolo cruciale nella regolazione di tutti questi processi. Le modifiche al suolo e i consorzi microbici di Bacillus prodotti attraverso l'ingegneria microbica potrebbero essere utilizzati per ridurre l'effetto negativo sulla diversità microbica del suolo.
B. subtilis è anche la fonte naturale di proteasi neutre e alcaline, la cui funzione biologica garantisce l'accesso ai materiali organici presenti nel suolo. B. subtilis può sopprimere diversi importanti patogeni delle piante, tra cui Fusarium sp., R. solani, S. rolfsii, S reilianum e V. dahliae. Ceppi di B. subtilis sono associati al controllo delle malattie delle piante come:
- l'elmintosporiosi meridionale,[72]
- la fusariosi della spiga del grano,[73]
- malattia del grano take all,
- il brusone del riso,[74]
- la botrite del pomodoro,[75]
- il fusarium del pomodoro,[76]
- il virus della bronzatura del pomodoro,[77]
- il marciume radicale del cetriolo,[78]
- il marciume da Phytophthora del peperone,[79]
- la ruggine della soia,[29]
- il complesso delle malattie da avvizzimento del cecio,[29]
- il marciume del colletto del tabacco,[80][81]
- il verticillium del cotone,[71]
- il marciume radicale del P. roxburghii.[82]

Inoltre, B. subtilis si è dimostrato inoltre un potenziale agente di controllo biologico per molte malattie post-raccolta, tra cui:
- la muffa grigia delle verdure,[75]
- il soft rot della frutta,[83]
- il deterioramento degli agrumi.[84]

I prodotti probiotici a base di Bacillus per l'allevamento di pollame e suini sono stati sviluppati e introdotti come prodotti a base di spore già alla fine degli anni '80. Molte spore di B. subtilis sopravvivono anche in ambienti acidi come quello presente nello stomaco e agli acidi biliari dell'intestino tenue. Una volta germinate, gli effetti dei probiotici si manifestano nel tratto intestinale superiore e, soprattutto, in quello inferiore. A seconda del ceppo, i probiotici a base di Bacillus mostrano una varietà di modalità d'azione, tra cui l'inibizione diretta o indiretta dei patogeni. Il B. subtilis ceppo WS1A viene utilizzato come probiotico per i pesci.

### Industria alimentare
B. subtilis è utilizzato come probiotico nella produzione commerciale del nattō, un cibo giapponese, così come lo cheonggukjang, analogo cibo coreano.

### Altre applicazioni
- produce l'acido γ-poliglutammico, un omopoiiamide anionico costituito da unità di acido D- e L-glutammico, utilizzato come addensante, idratante o antigelo nelle industrie alimentari e cosmetiche;[87]
- gli enzimi prodotti con B. subtilis o con parenti stretti come Bacillus licheniformis, sono i principali composti attivi in tutti i detersivi disponibili in commercio;[21]
- le spore del ceppo DSM 32315 vengono utilizzate per la precipitazione di carbonato di calcio microbiologicamente indotta (biomineralizzazione) del cemento;[88]
- la matrice del biofilm di B. subtilis è stata ampiamente studiata per varie applicazioni nella cura personale, come biocatalizzatore per la produzione terapeutica di menachinone-7 o come protezione per probiotici benefici;[89][90]
- è utilizzato in meccanica dei fluidi negli studi di microfluidità, assieme all'E. coli  è infatti il principale esempio di nuotatore "pusher", ossia quel tipo di microorganismi che, per nuotare, esercitano una spinta sul fluido;[91][92]
- il ceppo GN è in grado di degradare completamente il nitroglicole in nitriti ed EGMN;[93]
- è utilizzato nel biorisanamento di siti contaminati da radionuclidi (torio e plutonio).[94]

## Rapporti con l'uomo
Il batterio è considerato non patogeno per gli esseri umani, tuttavia può causare infezioni nosocomiali secondarie nei pazienti immunocompromessi, che potrebbero essere letali. Oltre alle infezioni delle ferite cutanee e delle ustioni, causa anche infezioni delle vie respiratorie e urinarie. B. subtilis secerne tossine ed enzimi dannosi per i tessuti, come la penicillinasi, che inattivano la penicillina, interferendo così con alcuni trattamenti antibiotici.
Questo microrganismo ha la capacità di produrre composti antibiotici, come antibiotici ribosomiali (es. subtilosina e sublancina), che svolgono un ruolo importante nella prima fase dell'infezione attraverso il processo di stabilizzazione della nicchia e monopolizzazione microbica. La secrezione di antibiotici elimina i batteri concorrenti e consente al batterio di prosperare, poiché questo patogeno ha acquisito l'immunità contro gli antibiotici auto-prodotti.

## Normativa
Sulla base delle informazioni genetiche raccolte e delle proprietà fisiologiche dei ceppi di B. subtilis, l'Autorità europea per la sicurezza alimentare (EFSA) lo ha incluso nella lista di Presunzione Qualificata di Sicurezza (QPS), a condizione che i ceppi utilizzati non siano resistenti agli antibiotici e non producano altre sostanze tossiche. Alcuni degli enzimi prodotti da B. subtilis e utilizzati nell'industria, come la nattokinasi, hanno anche lo status di “Generalmente Riconosciuti come Sicuri” (GRAS) presso la Food and Drug Administration (FDA) degli Stati Uniti.